# Bristol Buckingham
Бристоль Бекінгем (англ. Bristol Buckingham, також англ. Bristol Type 163 Buckingham) — британський тримісний середній бомбардувальник, що був прийнятий на озброєння Королівських ВПС Великої Британії в другій половині Другої світової війни. Літак розроблявся компанією Bristol Aeroplane Company для заміни бомбардувальника Bristol Blenheim. Проте, на момент початку серійного виробництва, більшість бомбардувальних місій для яких його готували вже виконував De Havilland Mosquito.

## Історія
В 1940 році бомбардувальним командуванням була видана специфікація B.7/40 на виготовлення середнього бомбардувальника для заміни Bristol Blenheim. Наступного року вимоги були уточнені в рамках специфікації B.2/41. Для свого проекту з фірмовим індексом «тип 163» компанія Bristol вирішила взяти за основу важкий винищувач Bristol Beaufighter.
Літак було значно перероблено, він отримав двокілеве хвостове оперення і потужне захисне озброєння. Також було вирішено використати новий потужний двигун повітряного охолодження Bristol Centaurus.
Спочатку «Бекінгем» мав високий пріоритет, і в травні 1941 року було зроблено замовлення на виготовлення чотирьох прототипів. Проте через затримку в остаточних вимогах і проблеми з двигуном Bristol Centaurus перший неозброєний прототип піднявся в повітря тільки 4 лютого 1943 року. Незабаром були готові три озброєні прототипи. Прототипи оснащувались висотною модифікацією Centaurus IV, але на серійних бомбардувальниках мали використовуватись варіанти Centaurus VII пристосовані до середніх висот. Через рік було налагоджено серійне виробництво і перший серійний літак піднявся в повітря 12 лютого 1944 року. Після десятого серійного літака в конструкцію були внесені зміни для покращення стабільності при польоті з одним двигуном.
Всім вже було зрозуміло, що по швидкісних характеристиках «Бекінгем» програє De Havilland Mosquito, і на європейському театрі його не планували використовувати, але дещо більша дальність польоту робили його краще пристосованим до дій проти Японії на Тихому Океані. Закінчення війни з Японією теж наближалось і початкове замовлення було зменшене з 400 літаків до 119.
В бойових діях проти Японії «Бекінгеми» участі так і не взяли, і більша половина з замовлених була завершена як пасажирські літаки. В такій конфігурації літак отримував більші баки і місця для чотирьох пасажирів. Пасажирський «Бекінгем» використовувався для перельотів до Мальти і Єгипту, але це було швидко визнано невигідним через малу пасажиромісткість. Була спроба адаптувати два літаки для перевезення семи пасажирів, але ціна такої конвертації виявилась зависокою.
Частину готових бомбардувальників теж було перероблено в транспортний варіант, але більшість опинилась на консервації з якої були списані так не використовуючись.

## Основні модифікації
- Mk.I B — початковий бомбардувальний варіант літака. (54 екз.)
- Mk.I С — транспортна модифікація зі збільшеною дальністю польоту і можливістю перевезення чотирьох пасажирів. (65 екз.)

## Тактико-технічні характеристики
Дані з Ударная авиация Второй Мировой - штурмовики, бомбардировщики, торпедоносцы і Consice Guide to British Aircraft of World War II

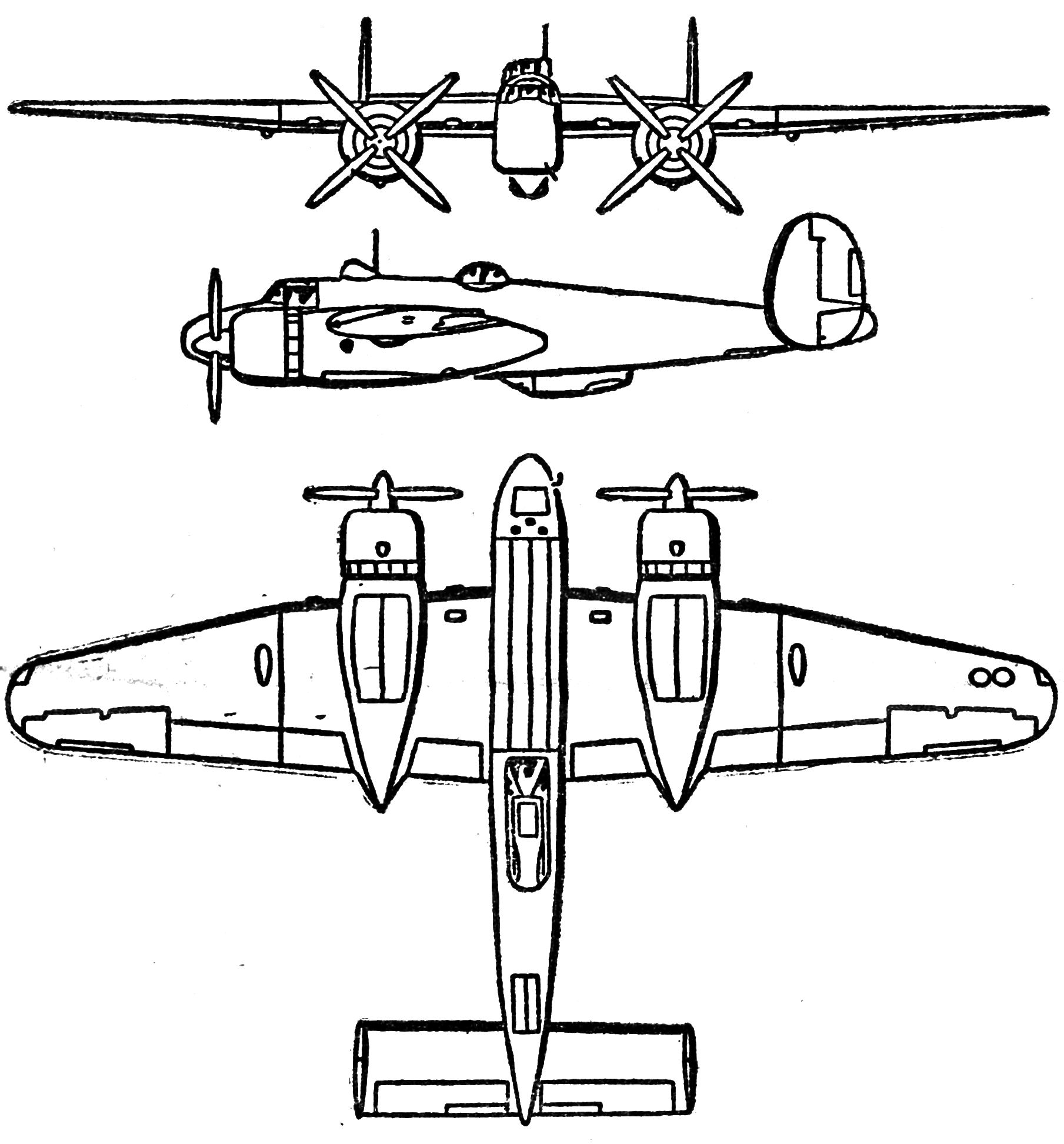

### Технічні характеристики
- Екіпаж: 3 особи
- Довжина: 14,27 м
- Висота: 5,23 м
- Розмах крила: 21,89 м
- Площа крила: 65,77 м ²
- Маса порожнього: 10 915 кг
- Маса спорядження: 16 813 кг
- Максимальна злітна маса: 17 275 кг
- Двигуни: 2 × Bristol Centaurus VII
- Потужність: 2 × 2400 к.с.

### Льотні характеристики
- Максимальна швидкість: 531 км/год на висоті 3660 м
- Крейсерська швидкість: 459 км/год
- Практична дальність: 3585 км
- Практична стеля: 7625 м
- Швидкопідйомність 8,7 м/с

### Озброєння
- Кулеметне:
  - 4 × 7,7-мм курсові кулемети М1919
  - 4 × 7,7-мм кулемети М1919 в верхній турелі
  - 2 × 7,7-мм кулемети М1919 в нижній турелі
- Бомбове навантаження:
  - нормальне — 1814 кг